# Ruspolia australis
Ruspolia australis är en akantusväxtart som först beskrevs av Milne-redh., och fick sitt nu gällande namn av Vollesen. Ruspolia australis ingår i släktet Ruspolia och familjen akantusväxter. Inga underarter finns listade i Catalogue of Life.